# Erysimum babadagense
Erysimum babadagense là một loài thực vật có hoa trong họ Cải. Loài này được Prima mô tả khoa học đầu tiên năm 1973.